# Liga Española de Baloncesto 1975-1976
La Liga Española de Baloncesto 1975-1976 è stata la 20ª edizione del massimo campionato spagnolo di pallacanestro maschile. La vittoria finale è stata ad appannaggio del Real Madrid.

## Risultati

### Stagione regolare
|     | Squadra                | G  | V  | N | P  | PF    | PS    | P.ti | Qualificazione       |
| --- | ---------------------- | -- | -- | - | -- | ----- | ----- | ---- | -------------------- |
| 1.  | Real Madrid            | 22 | 20 | 0 | 2  | 2.263 | 1.616 | 40   | girone finale        |
| 2.  | Barcellona             | 22 | 18 | 0 | 4  | 1.890 | 1.611 | 36   | girone finale        |
| 3.  | Juventud Badalona      | 22 | 15 | 0 | 7  | 1.880 | 1.655 | 30   | girone finale        |
| 4.  | Estudiantes            | 22 | 12 | 0 | 10 | 1.847 | 1.746 | 24   | girone finale        |
| 5.  | Círculo Católico       | 22 | 11 | 0 | 11 | 1.899 | 1.926 | 22   | girone finale        |
| 6.  | CD Manresa             | 22 | 10 | 2 | 10 | 1.824 | 1.813 | 22   | girone finale        |
| 7.  | L'Hospitalet           | 22 | 8  | 1 | 13 | 1.646 | 1.828 | 17   | girone retrocessione |
| 8.  | UDR Pineda             | 22 | 8  | 0 | 14 | 1.753 | 1.868 | 16   | girone retrocessione |
| 9.  | CD Vasconia            | 22 | 8  | 0 | 14 | 1.677 | 1.870 | 16   | girone retrocessione |
| 10. | Breogán                | 22 | 8  | 0 | 14 | 1.722 | 2.061 | 16   | girone retrocessione |
| 11. | Águilas de Bilbao      | 22 | 7  | 0 | 15 | 1.637 | 1.971 | 14   | girone retrocessione |
| 12. | RC Náutico de Tenerife | 22 | 6  | 1 | 15 | 1.852 | 1.968 | 13   | girone retrocessione |

### Girone retrocessione
|     | Squadra                | G  | V  | N | P  | PF    | PS    | P.ti | Qualificazione                 |
| --- | ---------------------- | -- | -- | - | -- | ----- | ----- | ---- | ------------------------------ |
| 7.  | L'Hospitalet           | 32 | 14 | 1 | 17 | 2.499 | 2.638 | 29   |                                |
| 9.  | CD Vasconia            | 32 | 14 | 0 | 18 | 2.537 | 2.696 | 28   |                                |
| 8.  | UDR Pineda             | 32 | 14 | 0 | 18 | 2.625 | 2.715 | 28   |                                |
| 10. | Breogán                | 32 | 14 | 0 | 18 | 2.604 | 2.955 | 28   |                                |
| 11. | RC Náutico de Tenerife | 32 | 10 | 1 | 21 | 2.700 | 2.789 | 21   | retrocesse in Segunda División |
| 12. | Águilas de Bilbao      | 22 | 9  | 0 | 23 | 2.460 | 2.911 | 18   | retrocesse in Segunda División |

### Girone finale
|    | Squadra           | G  | V  | N | P  | PF    | PS    | P.ti |
| -- | ----------------- | -- | -- | - | -- | ----- | ----- | ---- |
| 1. | Real Madrid       | 32 | 29 | 0 | 3  | 3.276 | 2.446 | 58   |
| 2. | Barcellona        | 32 | 23 | 0 | 9  | 2.711 | 2.446 | 46   |
| 3. | Juventud Badalona | 32 | 20 | 0 | 12 | 2.736 | 2.522 | 40   |
| 4. | Estudiantes       | 32 | 17 | 0 | 15 | 2.673 | 2.538 | 34   |
| 5. | Círculo Católico  | 32 | 13 | 2 | 17 | 2.626 | 2.740 | 28   |
| 6. | CD Manresa        | 32 | 13 | 0 | 19 | 2.582 | 2.633 | 26   |

| Liga Española de Baloncesto 1975-1976 |
| ------------------------------------- |
| Real Madrid 18º titolo                |

## Formazione vincitrice
| N° | Naz.                   | Ruolo | Sportivo                    |  | Alt. |  |
| -- | ---------------------- | ----- | --------------------------- |  | ---- |  |
| 4  | Spagna (bandiera)      | AP    | Wayne Brabender             |  | 193  |  |
| 5  | Spagna (bandiera)      | P     | Vicente Ramos               |  | 180  |  |
| 6  | Spagna (bandiera)      | C     | Cristóbal Rodríguez         |  | 202  |  |
| 7  | Spagna (bandiera)      | P     | Carmelo Cabrera             |  | 183  |  |
| 8  | Spagna (bandiera)      | AP    | Vicente Paniagua            |  | 194  |  |
| 9  | Spagna (bandiera)      | AP    | Luis María Prada            |  | 194  |  |
| 10 | Stati Uniti (bandiera) | AP    | Walt Szczerbiak             |  | 198  |  |
| 11 | Spagna (bandiera)      | P     | Juan Antonio Corbalán       |  | 184  |  |
| 12 | Spagna (bandiera)      | C     | Rafael Rullán               |  | 207  |  |
| 13 | Spagna (bandiera)      | C     | Clifford Luyk               |  | 202  |  |
| 15 | Stati Uniti (bandiera) | AG    | John Coughran               |  | 201  |  |
|    | Spagna (bandiera)      | A     | Julio Jiménez Ágreda        |  |      |  |
|    | Spagna (bandiera)      | A     | José Luis Logroño de Miguel |  |      |  |
|    | Spagna (bandiera)      | All.  | Lolo Sainz                  |  |      |  |